# 日鉄建材
日鉄建材株式会社（にってつけんざい、英文社名 Nippon Steel Metal Products Co., Ltd.）は、建築や土木分野に使用される鉄鋼製品を製造する企業である。日本製鉄の完全子会社。

## 概要
建築や道路、土木部門向けの鉄鋼製品のメーカーである。大手鉄鋼メーカーの日本製鉄が出資している。
製品はおもに鋼板の加工品で、建築物の鉄骨に使用される軽量形鋼、床・屋根に使用されるデッキプレート、土木用資材の軽量鋼矢板・コルゲートパイプ、ガードレールなど冷間ロール成形形鋼、建築物用塗装鋼板、構造材に使用される電縫鋼管（角形鋼管）は日本国内生産シェアは2008年度業界第4位、工事現場で使用される仮設足場（ビティ足場）、照明柱などに用いられる「スミポール」、シカと列車の衝突を防ぐ「ユクリッド」、製鋼過程で使用される製鋼助材、などがある。
本社は東京都千代田区外神田にあり、札幌市・仙台市・新潟市・静岡市・名古屋市・富山市・大阪市・高松市・広島市・福岡市の10都市に支店を構える。製造拠点は以下の合計8か所である。
- 仙台製造所（仙台市宮城野区）
- 野木製造所（栃木県下都賀郡野木町）
- 大阪製造所（大阪府高石市）
- 広畑製造所（兵庫県姫路市・日本製鉄瀬戸内製鉄所広畑地区構内）
- 戸畑工場（北九州市戸畑区・日本製鉄九州製鉄所八幡地区構内）
- 君津鋼板工場（千葉県君津市・日本製鉄東日本製鉄所君津地区構内）
- 君津プレスコラム工場（千葉県君津市・日本製鉄東日本製鉄所君津地区構内）
- 豊前ニッテックス工場（福岡県豊前市）

## 沿革
- 1917年（大正6年）11月 - 富士製鋼株式会社設立。
- 1934年（昭和9年） 2月 - 日本製鐵株式会社設立に伴い同社の富士製鋼所となる。
- 1950年（昭和25年）4月 - 富士製鐵株式会社設立に伴い同社の川崎製鋼所となる。
- 1952年（昭和27年）4月1日 - 中之島製鋼株式会社設立[2]。
- 1954年（昭和29年）11月5日 - 新日本メタルフォーム株式会社設立[2]。
- 1956年（昭和31年）11月 - 新日本メタルフォームが八幡メタルフォーム株式会社に社名変更[2]。
- 1960年（昭和35年）7月20日 - 中之島製鋼が八幡エコンスチール株式会社に社名変更[2]。
- 1964年（昭和39年）4月 - 八幡メタルフォームが八幡金属加工株式会社に社名変更。
- 1970年（昭和45年）7月 - 八幡金属加工が日鐵金属工業株式会社に、八幡エコンスチールが日鐵エコン株式会社に社名変更。
- 1973年（昭和48年）
  - 4月20日 - 日鐵建材株式会社設立[3]。
  - 6月 - 新日鉄が鉄鋼加工製品の営業権と川崎製鋼所（川崎製造所）を日鐵建材に譲渡[3]。
  - 7月 - 日鐵建材が日鐵エコンを合併[3]。
- 1980年（昭和55年）10月 - 日鐵建材が日鐵金属工業を合併し、日鐵建材工業株式会社に社名変更。
- 2001年（平成13年）6月15日 - 川崎製造所閉鎖[4]。
- 2006年（平成18年）12月1日 - 日鐵建材工業が住友金属建材の道路・土木商品事業部を統合し、日鐵住金建材株式会社に社名変更。
- 2016年（平成28年）4月1日 - 日鉄住金コラム株式会社を吸収合併[5]。
- 2019年（平成31年）4月1日 - 親会社である新日鐵住金の日本製鉄への商号変更に伴い、日鉄建材株式会社に社名変更[6]。
- 2021年（令和3年）12月1日[7] - 道路建材事業を神戸製鋼所の子会社・神鋼建材工業と統合[8] し、日鉄神鋼建材株式会社設立。日鉄建材株式会社のその他の部門は日鉄建材株式会社として存続。

## 不祥事
- 2023年3月31日、君津プレスコラム工場で、鋼板加工を行うローラーコンベアを調整作業中の男性がコンベアと搬送されてきた鋼板の間に挟まれ死亡する事故が発生した。労働安全衛生法違反となる非常停止装置未設置の疑いで、現場責任者は書類送検された[9]。

## 主なグループ企業
- 株式会社ニッケンフェンスアンドメタル - フェンス・金属型枠を販売する。完全子会社。
- 株式会社ニッケンビルド - 建設業者。

## テレビ番組
- 日経スペシャル カンブリア宮殿 鉄の技術を売れ！災害列島ニッポンを守る技術集団（2012年11月29日、テレビ東京）[10]